# マルガ・マルガ県
マルガ・マルガ県（スペイン語：Provincia de Marga Marga）は、チリの中央部にあるバルパライソ州 (V) の8つの県のうちの1つである。県都はキルプエ市。

## 歴史
州は2009年8月25日に20,368条の法を成立させ、2010年3月11日に施行された。この法で、南のバルパライソ県からキルプエとビジャ・アレマーナの2つのコミューン（comunas）、北のキヨタ県からリマチェとオルムエの2つのコミューンが合併し、新しい県となった。

## 政治
県であるマルガ・マルガは、第二級行政区画であり、大統領によって任命される知事が政治を行っている。

### コムーナ
県では、各自治体の市長と議会により政治が行われる、4つのコムーナから構成される。
- キルプエー - 県都
- ビジャ・アレマーナ
- リマーチェ
- オルムエー

## 地理と人口動態
県は内陸部にある。以下は、合併前の2002年の国勢調査による。
- 面積：1,159.0㎡（447平方マイル、州内6位）
- 人口：277,525人（州内2位）
  - 男性：133,605人
  - 女性：143,920人
  - 都市的地域：267,022人
  - 地方：10,503人